# Nyang Qu (Xigazê)
Der Nyang Qu oder Nyangqu, auch Nyang Chu oder Nyangchu (tib. མྱང་ཆུ Myang Chu,  ཉང་ཆུ། Nyang Chu, chinesisch 年楚河, Pinyin Niánchǔ Hé u. a.) ist ein Nebenfluss des Yarlung Zangbo (Brahmaputra) im Gebiet von Xigazê (Shigatse) im Autonomen Gebiet Tibet der Volksrepublik China. Sein Einzugsgebiet beträgt 11.130 Quadratkilometer, die Flusslänge 217 km.